# Космос-605
Космос-605, познат и под именима Бион-1 и Биокосмос-1, је један од преко 2400 совјетских вјештачких сателита лансираних у оквиру програма Космос.
Космос-605 је лансиран са космодрома Плесецк, СССР, 31. октобра 1973. Ракета-носач Сојуз је поставила сателит у орбиту око планете Земље. Маса сателита при лансирању је износила 5500 килограма. 
Космос-605 је био сателит за биолошко истраживање. Носио је неколико десетина штакора (пацова), 6 кутија са корњачама, гљиве, инсекте и живе бактеријске споре. Слао је податке о реакцији сисара, гмизаваца, инсеката и гљивичних и бактеријских форми на дуг период у бестежинском стању. Примарни задатак је био и студирање утицаја радијације на жива бића.